# Rogério Lobato

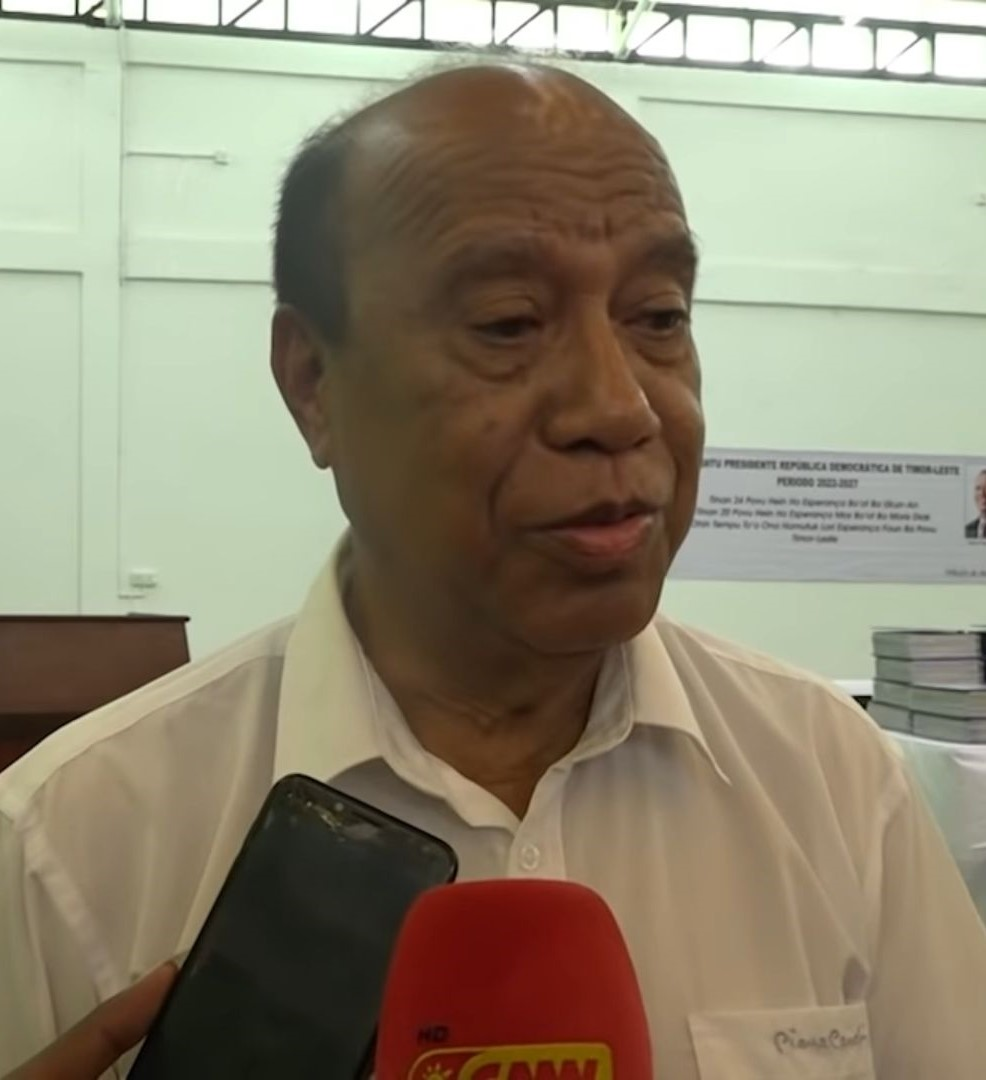
Rogério Lobato (2022)

Rogério Tiago de Fátima Lobato (* 25. Juli 1949 in Sasatan Oan, Aitara Hun, Soibada/Portugiesisch-Timor) ist ein Politiker aus Osttimor.

## Familie
Rogério Lobato ist der Sohn von Narciso Manuel Lobato (aus Leorema, Bazartete) und Felismina Alves Lobato (aus Maluro Cumo/Macadique, Uato-Lari). Der Vater starb am 26. April 1976 in Leorema. Die Mutter wurde am Berg Maubere in Laclubar im Juli 1979 getötet. Rogérios Großvater mütterlicherseits war Domingos da Costa Alves (aus Samoro, Soibada), der Katechist in Uato-Lari war.
Rogério hatte 12 Geschwister, von denen keiner mehr am Leben ist: Nicolau dos Reis Lobato, António Bosco Lobato, Maria Cesaltina Francisca Alves Lobato, Januario do Carmo Alves Lobato, Domingos Cassiano Maria da Silva Lobato, Luis Francisco de Assunção Alves Lobato, Silvestre Lobato, Madalena de Canossa Alves Lobato, Elga Maria do Rosário Alves Lobato, José Bernardo Alves Lobato, Silvestre Agostinho Alves Lobato und Elisa Maria Lobato.
Nicolau Lobato war ab 1976 Kommandeur der FALINTIL und 1978 nominell Präsident Osttimors, bis er im Kampf gegen die indonesischen Besatzer starb, ebenso wie sechs weitere der Geschwister Rogérios. Der Bruder Silvestre war eine Totgeburt und José kam bereits im Machtkampf gegen die UDT um. Ebenso Domingos, der Präsident der FRETILIN-Studentenorganisation UNETIM, der beim Massaker von Wedauberek umgebracht wurde.
Die jüngere Cousine der Lobatos, Lúcia Lobato war von 2007 bis 2012 Justizministerin in der Regierung Xanana Gusmão, der Cousin Luís Maria Lobato mehrmals Vizeminister für Gesundheit.

## Kolonial- und Besatzungszeit
Lobato ging in der Missão do Sagrado Coração de Jesus in Soibada an die Schule des Colégio Nuno Alvares Pereira. Dann kam er an das untere Priesterseminar Nossa Senhora da Fatima in Dare, wechselte aber schließlich zum Liceu Dr. Francisco Machado.
Am Ende der Kolonialzeit unter Portugal war Lobato Teilzeitlehrer für Latein und der höchste Offizier timoresischer Abstammung bei den Kolonialtruppen. Als der Bürgerkrieg in Osttimor 1975 ausbrach, schickte ihn die portugiesische Kolonialregierung als Emissär nach Aileu, wo die FRETILIN das Armeeausbildungslager besetzt hatte. Allerdings wechselte er die Seiten und war vermutlich mit dafür verantwortlich, dass die meisten timoresischstämmigen Soldaten sich der FRETILIN anschlossen.
Kurzzeitig wurde Lobato Kommandeur der FALINTIL und Verteidigungsminister der FRETILIN-Regierung, die 1975 die Unabhängigkeit Osttimors ausrief. Bereits wenige Tage nach Beginn der großen Invasion Indonesiens in Osttimor am 7. Dezember 1975, ging er ins Ausland um Unterstützung für Osttimor zu gewinnen. Die Vize-Minister übernahmen das Ministerium. Rogério Lobato verbrachte die Zeit der Besatzung Osttimors im Ausland, unter anderem in Kuba. Von China, Vietnam und der POLISARIO erhielt er eine militärische Ausbildung. 1978 war Lobato kurze Zeit bei den Roten Khmer in Kambodscha, bevor er nach Angola ging. Dort verbüßte er ab 1983 eine vierjährige Haftstrafe wegen Diamantenschmuggels. Im Oktober 2000 kehrte Lobato aus Portugal nach Osttimor zurück. Während seiner Exilzeit wurde Lobato Mitglied im Zentralkomitee der FRETILIN und ein politischer Gegner von Xanana Gusmão.

## Leben im unabhängigen Osttimor
Im Wahlkampf zur Wahl der konstituierenden Versammlung 2001 warb Lobato mit seinem Prestige als erster Kommandant der FALINTIL und hier besonders bei den Veteranen des Befreiungskampfes. Viele FALINTIL-Kämpfer waren nicht in die neu aufgestellten Verteidigungskräfte Osttimors aufgenommen worden und daher arbeitslos und ohne Perspektiven. Ihnen versprach Lobato neue Konzepte zu ihrer Versorgung. Im Frühjahr 2002 gründete Lobato die Associação dos Antigos Combatentes das FALINTIL, als dritte neben zwei weiteren Veteranenvereinigungen. Im Mai 2002 organisierte Lobato einen Marsch Tausender FALINTIL-Veteranen nach Dili. Offiziell für die Feierlichkeiten der Unabhängigkeit, aber klar als Zeichen seiner Machtposition. Am 20. Mai wurde Lobato erst Minister der Inneren Verwaltung, dann 2003 Innenminister unter Premierminister Marí Alkatiri. Damit unterstanden ihm die Lokalregierungen und die Polizei.
Lobato stand in der Kritik, weil er die Polizei stark bewaffnete und zwei paramilitärische Einheiten aufstellte. Diese Einheiten standen außerdem der AC75 (Vereinigung der Ex-Kämpfer von 1975) nahe, deren Vorsitzender Lobato war. Außerdem wurde kritisiert, dass viele der Polizisten bereits unter den Indonesiern gedient hatten. Paulo Martins, der Polizeichef war früher indonesischer Offizier. Im Dezember 2002 kam es zu Unruhen in Dili, nachdem ein Student nach Polizeimisshandlungen gestorben war. Gegen Lobato wurde demonstriert, das Haus von Marí Alkatiri niedergebrannt.
Im Verlauf der Unruhen in Osttimor 2006 musste er, ebenso wie Verteidigungsminister Roque Rodrigues, am 1. Juni 2006 zurücktreten. Am 8. Juni kamen Vorwürfe auf, Lobato habe im Auftrag Alkatiris Zivilisten bewaffnet, um gegen politische Gegner vorzugehen. Der australische Fernsehsender ABC berichtete, die Gruppe habe aus 30 Personen bestanden, die mit 200 Sturmgewehren, Munition, zwei Fahrzeugen und Uniformen ausgerüstet gewesen seien. Der Kommandant dieser Miliz, Colonel Railos sagte aus, sie hätten den Auftrag gehabt alle rebellierenden Soldaten zu töten. Nachdem sie aber fünf Männer bei Gefechten in Dili verloren hatten, hätten sie eingesehen, dass die Bewaffnung von Zivilisten zu Blutvergießen und Toten auf beiden Seiten führe. Am 21. Juni wurde Lobato verhaftet und unter Hausarrest gestellt. Premierminister Alkatiri konnten zwar keine Verwicklungen nachgewiesen werden, doch musste er schließlich durch den öffentlichen Druck ebenfalls am 26. Juni zurücktreten. Am 7. März 2007 wurde Ex-Minister Lobato nach einem Gerichtsverfahren, zusammen mit den drei Mitangeklagten Eusébio Salsinha, Francisco Xavier Diegas und Marcos Piedade (Labadain), wegen Totschlags und der illegalen Weitergabe von Waffen zu siebeneinhalb Jahren Gefängnis verurteilt.
Am 8. August 2007 erhielt Lobato aufgrund von Problemen mit der Prostata und dem Herzen nach einem ärztlichen Attest die Erlaubnis, das Gefängnis zu medizinischen Untersuchung zu verlassen. Doch nach dieser fuhr er mit seiner Familie zum Flughafen von Dili und ging an Bord eines Learjets, den die Regierung Kuwaits zur Verfügung stellte. Dem Flugzeug wurde zunächst die Abflugerlaubnis verweigert. Als Kompromissvorschlag schlug Justizministerin Lúcia Lobato vor, dass Rogério mit seiner Frau und anderen Familienmitglieder nach Malaysia zur medizinischen Behandlung ausreisen dürfe, wenn die beiden kleinen Kinder des Ehepaares in Osttimor bleiben. Wörtlich „als Garantie, dass Rogério zurück kommt“. Die gesamte Familie blieb an Bord des Flugzeugs, bis am nächsten Tag Generalstaatsanwalt Longuinhos Monteiro schließlich den Abflug genehmigte. Begründet wurde dies mit dem in der Verfassung festgeschriebenen Recht auf medizinische Versorgung. Die Regierung sah sich nicht in der Lage die Entscheidung des zuständigen Gerichts zu revidieren mit Hinweis auf die Unabhängigkeit der Justiz. Lúcia Lobato wurde daher in der Öffentlichkeit kritisiert. Am 21. August wurde Rogério Lobato in Kuala Lumpur operiert. Danach wohnte er auf Bali.
Zum sechsten Unabhängigkeitstag am 20. Mai 2008 kündigte Staatspräsident José Ramos-Horta an, er wolle Lobatos Haftstrafe um drei Viertel kürzen. Die Ankündigung führte zu harter Kritik in den nationalen und internationalen Medien. Justizministerin Lúcia Lobato widersprach, eine Amnestie könne nur vom Parlament ausgesprochen werden. Premierminister Xanana Gusmão wollte ihm nur eine dreimonatige Verkürzung der Haftstrafe zugestehen. Schließlich wurde die Haftstrafe auf die halbe Zeit gekürzt, mit „guter Führung in Haft“ als Begründung. Insgesamt hat Lobato nur fünf Monate in Haft verbracht. Am 26. Mai 2010 kehrte Lobato nach Osttimor zurück. In das Gefängnis musste er nicht mehr. Im Oktober 2011 erklärte Lobato, er fühle sich als Sündenbock und sei damals ungerecht behandelt worden.
Am 30. November 2011 erklärte Lobato, er wolle bei den Präsidentschaftswahlen 2012 als unabhängiger Kandidat antreten. Er erhielt schließlich 3,49 % der Stimmen. 2022 meldete Lobato erneut seine Kandidatur als Präsident an. Er schied in der ersten Runde der Wahlen aus. Lobato hatte nur 2.058 Stimmen (0,3 %) erhalten.
Bei den Parlamentswahlen in Osttimor 2023 unterstützt Lobato das Wahlbündnis der Frente Ampla Democrática (FAM).
Am 24. Januar 2024 wurde Rogério Lobato zum neuen Präsidenten der Autonomiebehörde von Oe-Cusse Ambeno ernannt.